# Daewoo K1
Daewoo K1 je južnokorejski automat i prvo moderno oružje kojeg je razvila Agencija za razvoj obrambenih tehnologija a proizveo S&T Motiv (bivši S&T Daewoo i Daewoo Precision Industries). U službu južnokorejske vojske je ušao 1981. godine te je trebao zamijeniti zastarjeli američki automat M3.

## Povijest i razvoj
1976. godine su specijalne snage južnokorejske vojske zatražile novo oružje koje bi zamijenilo stari M3 automat. Tako je sljedeće godine Agencija za razvoj obrambenih tehnologija započela s razvojem novog automata dok je istovremeno radila na novoj automatskoj pušci koja bi zamijenila M16A1 jer američki Colt nije namjeravao produžiti licencu.
Prema zahtjevima specijelanih snaga, novi automat trebao je imati veću vatrenu moć, manju težinu, laku dostupnost rezervnim dijelovima i cijenovnu isplativost. Prvi prototipovi proizvedeni su 1980. godine a oružje je ušlo u vojnu službu 1981. nakon niza terenskih ispitivanja. Međutim, zbog dizajna skrivača bljeska, automat je stvarao ozbiljne probleme. Naime, prvotne inačice imale su preveliki trzaj te su bile previše bučne. Ti problemi posebice su dolazili do izražaja tijekom noći. Kasnije su ti nedostaci ispravljeni na novom modelu K1A koji se počeo proizvoditi 1982. dok su stariji K1 prerađeni na noviji model. Tako je proizveden novi skrivač paljbe kod kojeg je bljesak smanjen za jednu trećinu u odnosu na prethodnika.
Dosta dugo K1 se smatrao skraćenom ili karabinskom verzijom automatske puške K2 iako se radi o dva u potpunosti različita oružja.

## Inačice
- XK1: eksperimentalni prototip.
- K1: prva inačica namijenjena masovnoj proizvodnji. Kasnije je svaki K1 automat modificiran na K1A standard.
- K1A: druga poboljšana inačica namijenjena masovnoj proizvodnji.
  - MAX-1: poluautomatska inačica K1A automata namijenjena izvoznom civilnom tržištu.[2]

## Korisnici
- Južna Koreja: K1 je standardni automat u južnokorejskoj vojsci koja je njegov primarni korisnik.[1]
- Bangladeš: u službi specijalne vojne jedinice bangladeške ratne mornarice.[3]

## Vidjeti također
- Daewoo K7

## Vanjske poveznice
- World Guns.ru - Daewoo K2 assault rifle and K1 assault carbine (South Korea)
- Military rifle Daewoo K1  Arhivirana inačica izvorne stranice od 8. prosinca 2013. (Wayback Machine)